# Peter Mijlemans
Peter Mijlemans is een Belgisch journalist en redacteur.

## Levensloop
In het begin van de jaren 90 ging hij aan de slag op de Antwerpse redactie van De Morgen. Later werd hij werkzaam op de centrale redactie, waar hij achtereenvolgens chef binnenland en coördinator werd. In september 2000 werd hij aangesteld als adjunct-hoofdredacteur van deze krant.
In januari 2006 werd hij samen met Yves Desmet co-hoofdredacteur van De Morgen. In 2007 trad Yves Desmet terug als co-hoofdredacteur, hij werd opgevolgd door Klaus Van Isacker. In 2008 moest ook Mijlemans - na de komst van Bart Van Doorne - een stap terugzetten en werd hij opnieuw adjunct-hoofdredacteur. Bij de herstructurering van De Morgen in oktober 2010 werd hij ontslagen. Vervolgens ging Mijlemans aan de slag bij Het Nieuwsblad.
Hij is de broer van voormalig Humo-journalist Marc Mijlemans.